# 1692 Subbotina
Subbotina (asteróide 1692) é um asteróide da cintura principal com um diâmetro de 36,59 quilómetros, a 2,4146873 UA. Possui uma excentricidade de 0,1341324 e um período orbital de 1 701 dias (4,66 anos).
Subbotina tem uma velocidade orbital média de 17,83561291 km/s e uma inclinação de 2,42446º.
Esse asteróide foi descoberto em 16 de Agosto de 1936 por Grigory Neujmin.